# Torosair
Die Torosair war eine türkische Charterfluggesellschaft, die ihren Flugbetrieb 1989 eingestellt hat.

## Geschichte
Die Fluggesellschaft Torosair wurde 1986 von Privatinvestoren in Istanbul gegründet, um türkischen Gastarbeitern eine Pendelmöglichkeit zwischen Ankara und Düsseldorf zu bieten. Die Betriebsaufnahme erfolgte im August 1987 mit einer geleasten Boeing 727-200. Nach der Übernahme weiterer Boeing 727 wurden ab dem Frühjahr 1988 auch andere westeuropäische Städte (darunter Frankfurt am Main, Zürich und Wien) von Istanbul und Ankara aus angeflogen. Am 25. August 1989 kollidierte eine Boeing 727-200 (Kennzeichen: TC-AJV) beim Start in Ankara mit einer ILS-Sendeantenne, weil das überladene Flugzeug nach dem Abheben nicht schnell genug an Höhe gewinnen konnte. Die an den Tragflächen beschädigte Maschine landete zwar sicher, musste aber aufgrund der schweren Schäden abgeschrieben werden. Infolge des Unfalls und bestehender Sicherheitsbedenken verhängten mehrere europäische Staaten, darunter auch die Bundesrepublik Deutschland, ein Einflugverbot für die Gesellschaft. Die türkische Regierung stellte im November 1989 eine Verlängerung der Betriebserlaubnis in Aussicht. Hierzu kam es aber nicht, da Torosair noch im selben Monat Insolvenz anmeldete.

## Flotte
- Boeing 727-100 (TC-AJT, TC-AJU, TC-AJZ)
- Boeing 727-200 (TC-AJV, TC-AJY)